# 高雄港

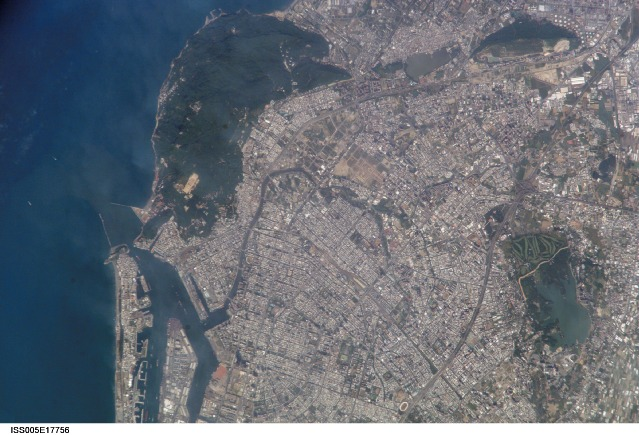
1番入り口

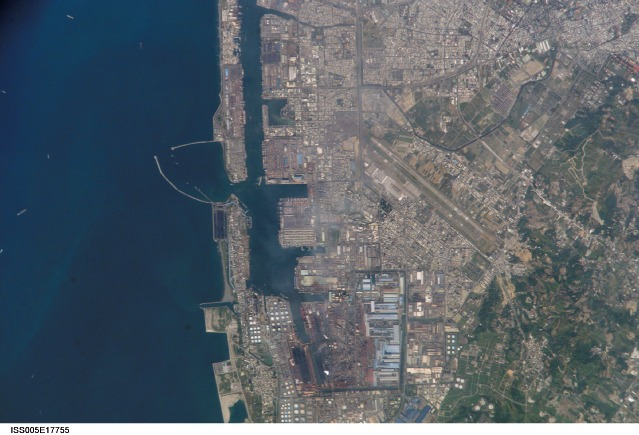
2番入り口

高雄港（たかおこう/カオシュンこう、英語: Port of Kaohsiung、中国語: 高雄港）は、中華民国（台湾）最大のおよそ1000万の20フィートコンテナを扱い、世界第12位（2012年現在)の取扱量を誇る台湾を代表する港湾である。台湾の南端に位置しており、鼓山区、塩埕区、苓雅区、前鎮区、小港区、旗津区に囲まれて高雄市に隣接している。中華民国交通部から分割された台湾港務株式会社高雄港務支店によって管轄されている。

## 歴史
この港は、人々が近代的な港に開発する前は自然のラグーンであった。16世紀当時、いくつかの村が現代の高雄（当時"Takau" ターカウと呼ばれていた）の海岸に形成された。オランダ東インド会社の植民地の住民が1620年にTakauへ到着し、その後ラグーンの開発を始めた。港は"Takau Port"（打狗港）と呼ばれ、オランダ統治時代、鄭氏政権時代、初期の清朝統治時代にだんだんと成長していった。
1858年に清はフランス・イギリスの連合軍にアロー戦争で敗れ、天津条約に調印した。条約によると、清政府は外国との貿易のために台湾の5つの港を開くよう要求された。5つの港のうちの一つとして1864年に打狗港は公式に開かれた。その後、日清戦争に負けた清政府は1895年に台湾を日本へ譲渡した。
初期の日本統治時代、台湾総督府は打狗港を近代的な港へ開発するつもりで大きなプロジェクトを引き受けることを決めた。日本は3段階に港を拡張し、最初の工事は1908年、2番目は1912年に終了し、3度目は第二次世界大戦によって中断された。この間、1920年に打狗（ターカウ）は高雄（たかお）に改称された。第二次世界大戦中、高雄港は連合国により酷く爆撃された。
戦争後、中華民国政府は港の開発を再度始め、ラグーンの内部で臨海工業地区を開発した。第二の港口となる"second port"が1975年に小港区と旗津区の間にかかる橋を壊すことで建設された。

## 画像ギャラリー

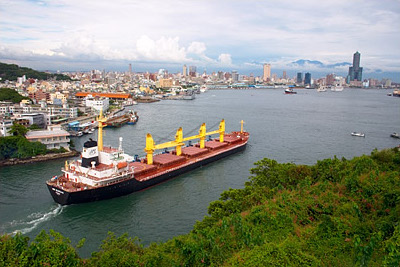
first portを通過する船
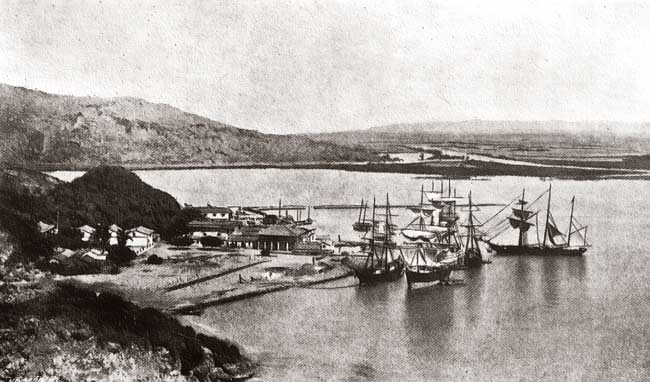
打狗港、1897年
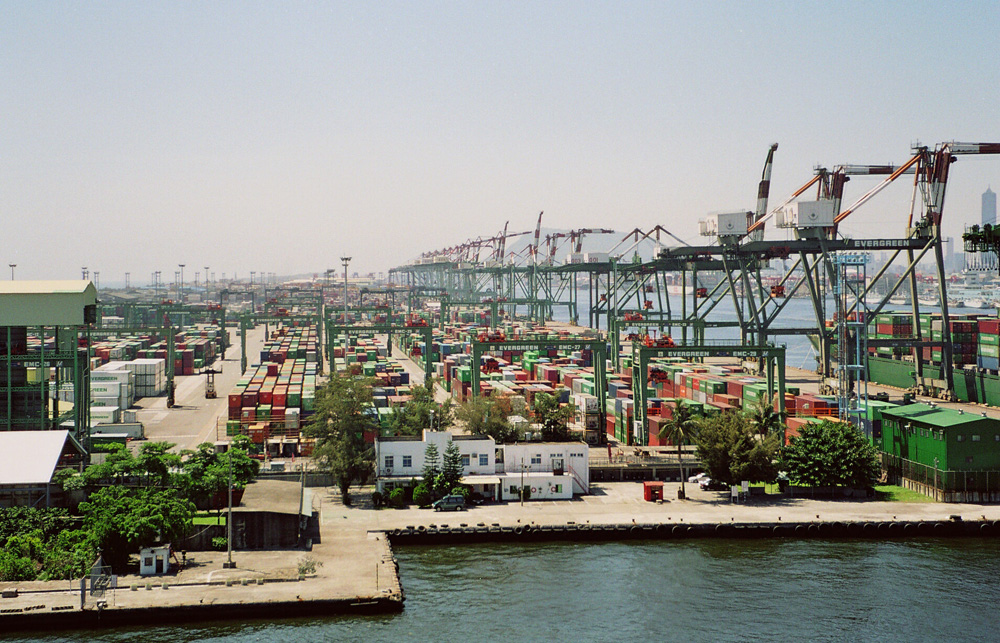
処理過程のコンテナ
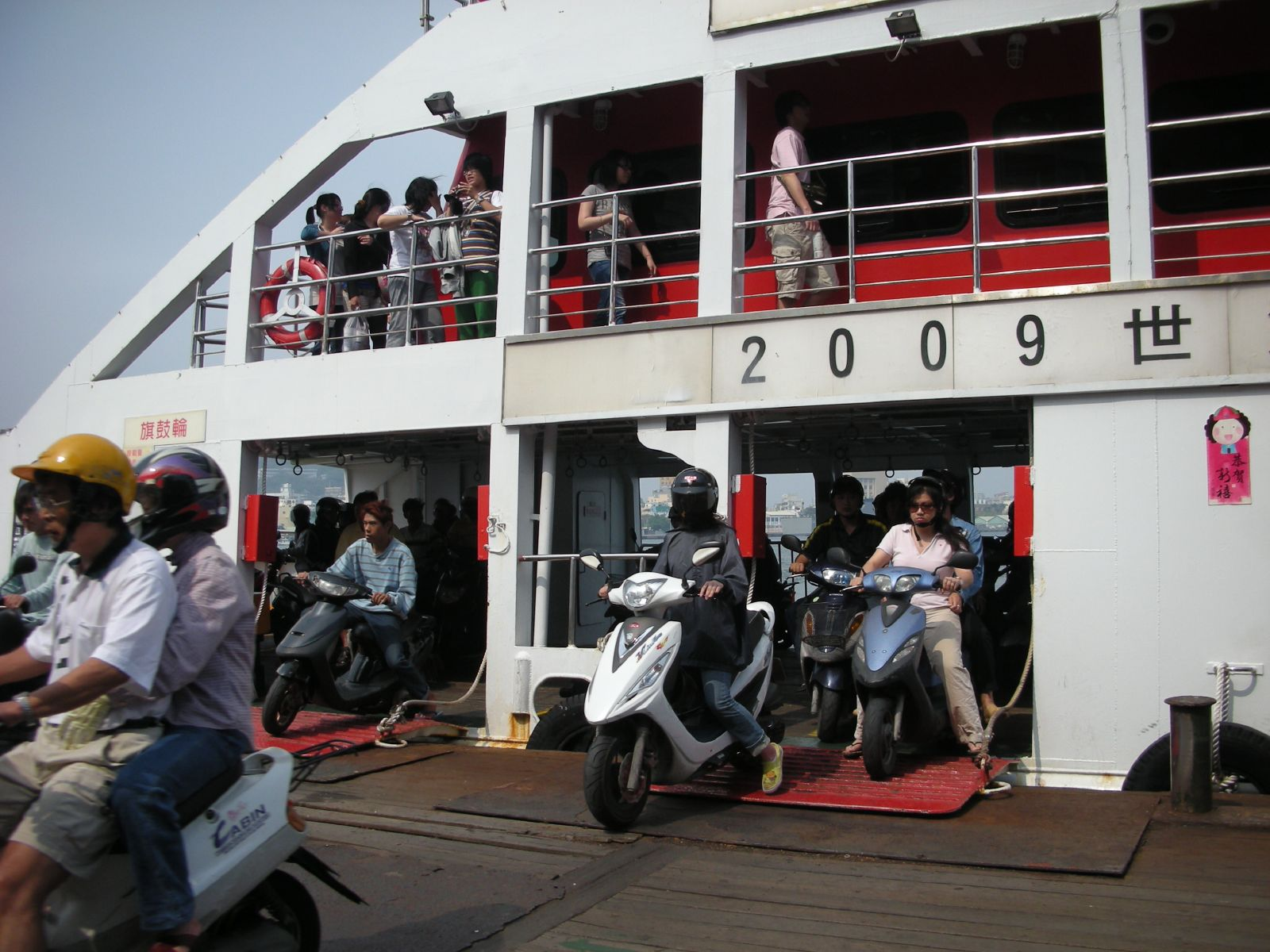
フェリー